# 如拉
如拉（藏語：རུ་ལག，威利转写：ru lag）是吐蕃的一个如（一种一级行政区），辖区包括今日喀则市南部和尼泊尔北部。
如拉以柴之杜巴那（བྱད་ཀྱི་དུར་བ་སྣ，今萨迦县拉洛乡）为中心，东至强木尼扎（འཇམ་ན་བཀྲ，今亚东县上亚东乡强木林村），南至尼婆罗之朗纳（བལ་བོ་གླང་སྣ，今尼泊尔朗塘国家公园），西至拉金雅弥（ལ་གེམ་གཡག་མིག，今定日县、吉隆县交界处），北至切玛拉温（བྱེ་མ་ལ་སྔོན，今昂仁县切玛拉山）。
如拉共计下辖11个东岱，16个域本，总人口72万。

## 历史
七世纪初，松赞干布建立吐蕃王朝。在王朝初期，松赞干布通过会盟与分封的方式，设立了十八个采邑（དབང་རིས་）。随后在吐蕃的发展中，出于加强中央集权的需要，将原有的采邑重新编成几个如。
如拉由象雄贵族没卢氏（འབྲོ）的封地演变而来。吐蕃扩张期间，如拉下辖东岱频繁参与战争，大多数东岱部署于李域地区。
公元658年，王玄策在第三次出使天竺前，于如拉的芒域（今吉隆县宗嘎镇）留下碑文《大唐天竺使出铭》。
842年，吐蕃赞普朗达玛被僧人拉隆贝吉多杰射杀，其子云丹、俄松分别占据伍如、约如，彼此攻伐，吐蕃陷入了持续12年的伍约之战（དབུ་གཡོར་འབྲུག་པ）中。战争期间，如拉的主导者没卢氏支持王子俄松，带领其所属的如拉部分东岱与王子云丹的支持者韦氏（དྦས）交战于伍如。
869年后，吐蕃爆发奴隶起义，以许布达孜（ཤུད་པུ་སྟག་རྩེ）等四人为首的起义军于877年捣毁赞普陵墓，此后，没卢氏与属卢氏（ཆོག་རོ）以仲巴拉孜坚堡（གྲོམ་པ་ལྷ་རྩེ་བཙན་པའི་མཁར，今拉孜县拉孜宗山古堡）为都城，建立藏堆域（གཙང་སྟོད་ཡུལ）割据政权，标志着吐蕃王朝在如拉统治的终结。

## 下辖东岱
根据传世文献和出土文献的记载，如拉下辖东岱在9个至11个不等。共计11个东岱如下：
- 芒噶（མང་དཀར）东岱[2]（今拉孜县芒普乡[11]）
- 赤松（ཁྲི་བོམ）东岱[2]（今定日县曲洛乡吉雄村[11]）
- 仲巴（སྒྲོམ་པ）东岱[2]（今拉孜县拉孜镇错布村东南仲巴江寺遗址[3]）
- 拉孜（ལྷ་རྩེ）东岱[2]（今拉孜县拉孜镇[11]）
- 娘若（མྱང་རོ）东岱[2]（今江孜县江孜镇[11]）
- 赤塘（ཁྲི་ཐང）东岱[2]（今白朗县洛江镇[11]）
- 康萨（མཁར་གསར）东岱[2]（今康马县康马镇[11]）
- 开（གད）东岱[2]（今康马县嘎拉乡[11]）
- 扎木（སྲམ）东岱[2]（今亚东县堆纳乡多庆村[11]）
- 错俄小东岱（མཚོ་ངོས་སྟོང་སྡེ་བུ་ཆུང）[2]（今定结县扎西岗乡[11]）
- 南部近卫（སྐུ་སྲུང་ལྷོ་ཕྱོགས་པ）[2]

其中，芒噶、赤松、仲巴、拉孜、娘若东岱和错俄小东岱属没卢氏，赤塘东岱属琼布氏，开、扎木东岱属桂氏，康萨东岱属协盖氏。
芒噶、赤松、仲巴、拉孜、赤塘、康萨、开、扎木、东岱均部署于李域地区。

## 下辖域本
《弟吾宗教源流》记载吐蕃各如都有16个域本（地方长官）。其中，如拉下辖域本如下：
- 芒域（མང་ཡུལ）域本（今吉隆县宗嘎镇[11]）
- 聂拉木（སྙི་ནམ）域本（今聂拉木县聂拉木镇[11]）
- 巴切（དཔའ་ཆད）域本
- 昌索（དྲང་སོ）域本（今定日县曲洛乡古荣村[11]）
- 仲隆（གྲོམ་ལུང）域本（今拉孜县拉孜镇错布村东南仲巴江寺遗址[3][11]）
- 夏隆巴（བཤག་ལུང་པ）域本（今萨迦县雄玛乡[11]）
- 色隆巴（སྲད་ལུང་པ）域本（今萨迦县拉洛乡[3]）
- 娘达隆巴（མྱང་མདའ་ལུང་པ）域本
- 赤塘巴（ཁྲི་ཐང་པ）域本（今白朗县洛江镇[11]）
- 塘昌（ཐང་འབྲང）域本
- 努波（ནུལ་པོ）域本
- 宇隆巴（གཡུ་ལུང་པ）域本
- 东隆巴（དུང་ལུང་པ）域本
- 娘堆巴（མྱང་སྟོད་པ）域本（今康马县少岗乡[11]）
- 格桑隆巴（གང་སྲམ་ལུང་པ）域本
- 巴绒（གང་སྲམ་ལུང་པ）域本（今定日县盆吉乡通门村[11]）

## 境内塞康
根据苯教文献记载，卫藏四如共有三十七座塞康（གསས་མཁར，即神殿）。其中，如拉境内九座塞康如下：
- 娘堆达采（今日喀则市江孜县境内）
- 曲果朵仁（今日喀则市江孜县境内）
- 卡钦扎卡
- 错阿哲穷（今日喀则市定结县境内）
- 念孜塘雪（今日喀则市定结县境内）
- 绰萨卡武
- 纳萨汤冬（今日喀则市定结县境内）
- 芒卡朵普（今日喀则市吉隆县境内）
- 拉域贡塘（今日喀则市吉隆县境内）